# 西岡常一

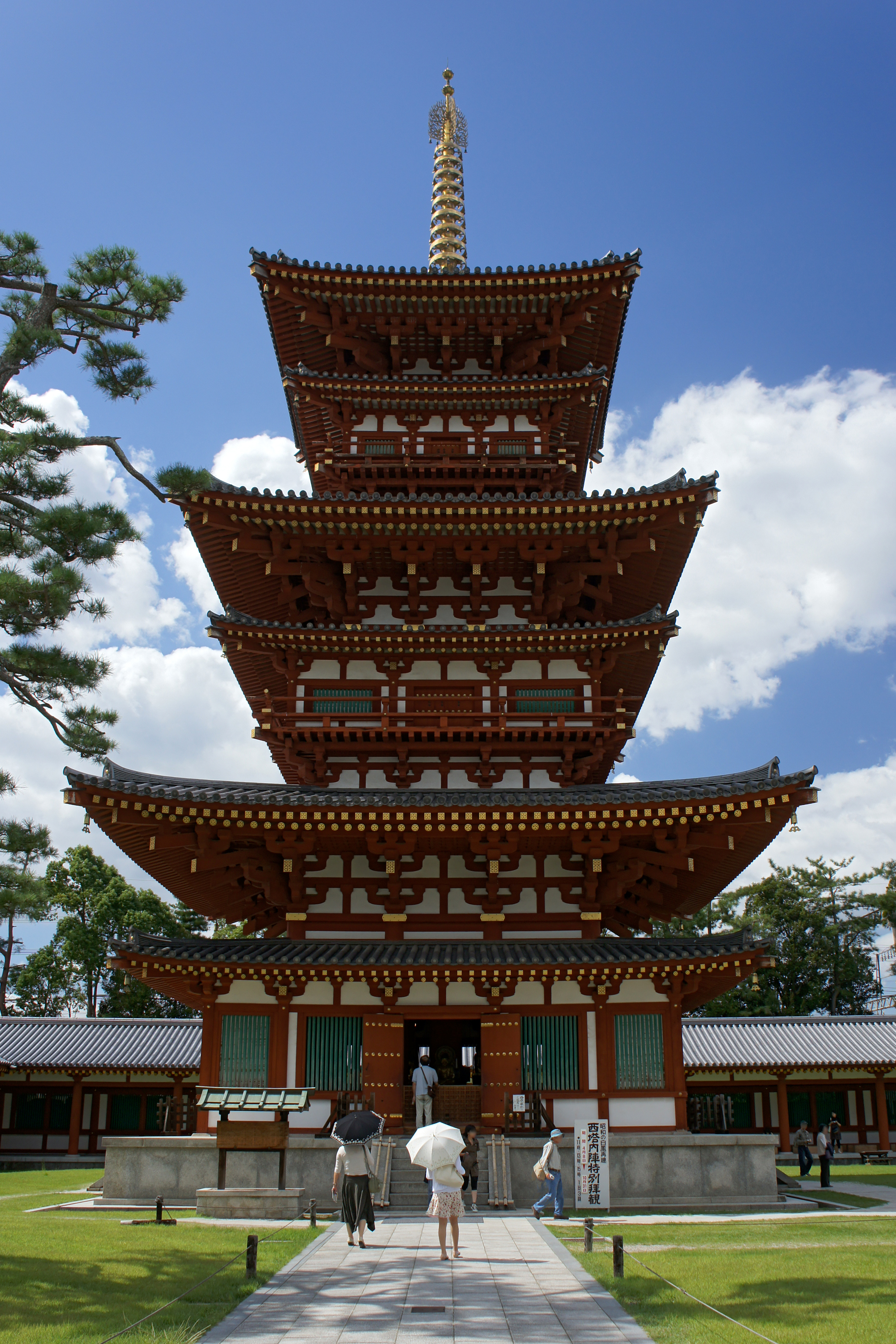
薬師寺西塔

西岡 常一（にしおか つねかず、1908年（明治41年）9月4日 - 1995年（平成7年）4月11日）は、法隆寺専属の宮大工。

## 略歴

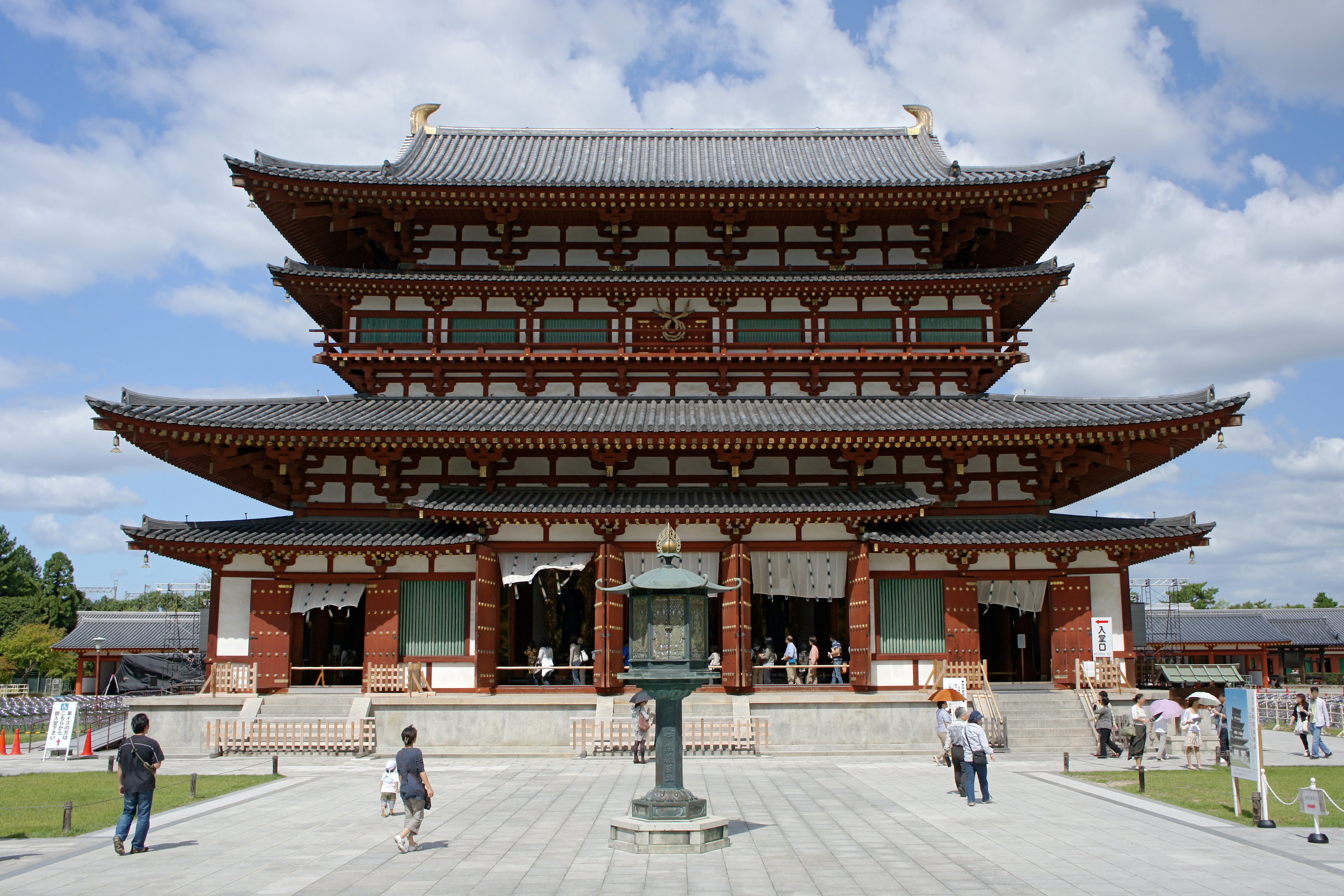
薬師寺金堂

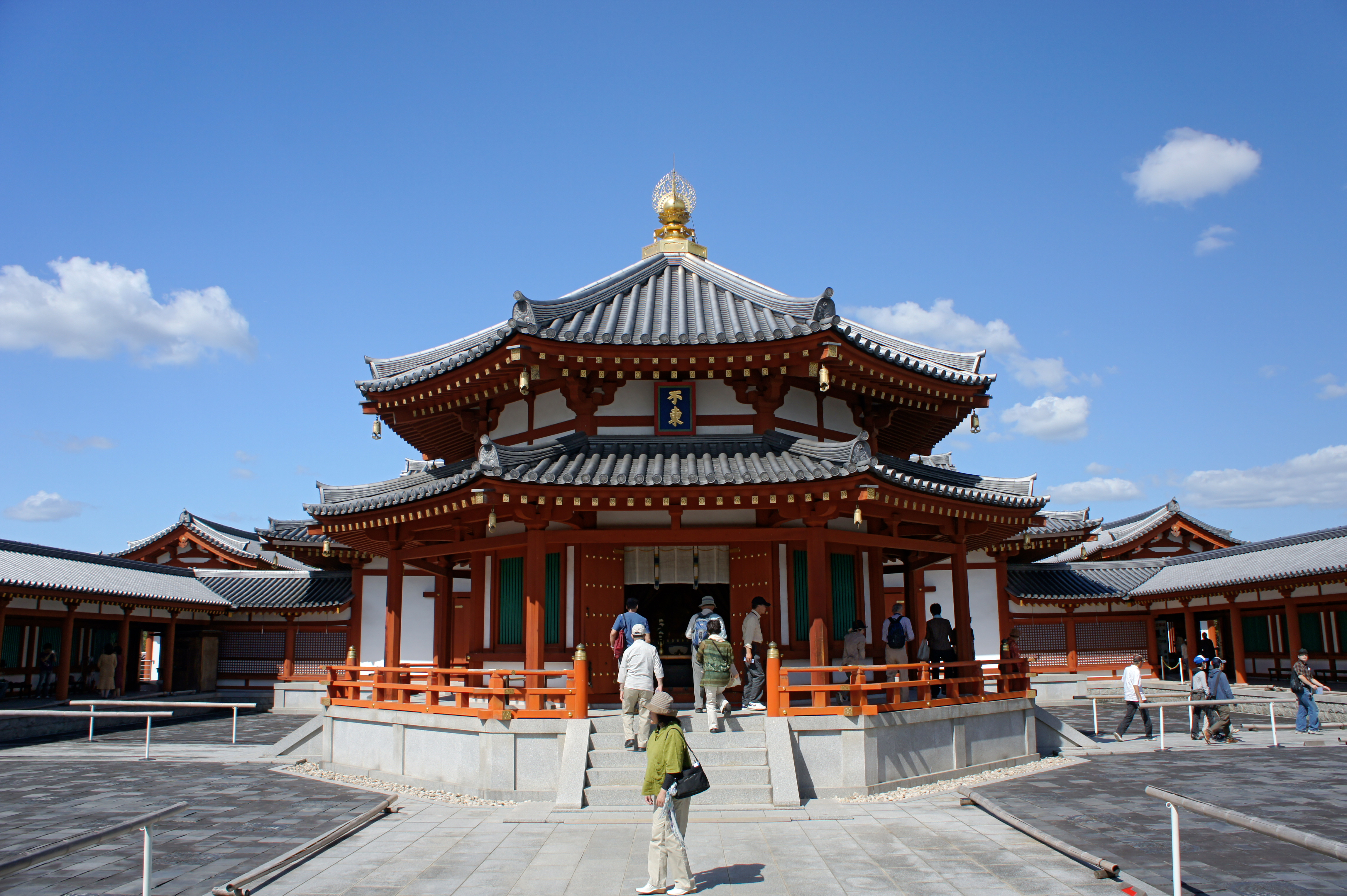
薬師寺玄奘塔

奈良県生駒郡斑鳩町法隆寺西里出身。祖父西岡常吉、父西岡楢光はともに法隆寺の宮大工棟梁であった。
幼少期は、祖父に連れられ法隆寺管主の佐伯定胤に可愛がられ、「カステラや羊羹を定胤さんからようもろうたことを覚えています。」などの記憶があるなど、棟梁になるべく早くから薫陶を受けていた。
斑鳩尋常高等小学校3年生から夏休みなどに現場で働かされた。「…そのころの法隆寺の境内では、西里の村の子供たちの絶好の遊び場で、休日にはよく『ベースボール』をして遊んだものだが、夏休みにみんなの遊んでいる姿が仕事場から見えたりすると、『なんで自分だけ大工をせんならんのやろ』と、うらめしく思ったこともある。」と述懐している。
1921年（大正10年）生駒農学校入学、父は工業学校に進学させるつもりであったが祖父の命令で農学校に入学することになった。一方在学中は祖父から道具の使い方を教えられるなど、大工としての技能も徹底的に仕込まれた。
1924年（大正13年）卒業後は見習いとなる。1928年（昭和3年）大工として独立し、法隆寺修理工事に参加する。1929年（昭和4年）1月から翌年7月まで舞鶴重砲兵大隊に入隊し衛生上等兵となる。除隊後の1932年（昭和7年）、法隆寺五重塔縮小模型作製を行うが、このときに設計技術を学ぶ。1934年（昭和9年）には法隆寺東院解体工事の地質鑑別の成果が認められ、法隆寺棟梁となる。
戦火の拡大と共に、西岡自身も戦争に巻き込まれていく。1937年（昭和12年）8月、衛生兵として召集、京都伏見野砲第二十二連隊を経て、翌歩兵第三十八連隊、歩兵第百三十八連隊機関銃部隊に入り中国長江流域警備の任務につく。このとき軍務の傍ら中国の建築様式を見て歩き、自身の知識に大いに役立った。1939年（昭和14年）除隊。以降、1941年（昭和16年）満州黒龍江省トルチハへ、1945年（昭和20年）には朝鮮の木浦望雲飛行場へと二度にわたる応召を受け、陸軍衛生軍曹になり終戦を迎える。その間も戦中期の法隆寺金堂の解体修理を続けていた。
戦後は法隆寺の工事が中断され、「結婚のとき買うた袴、羽織、衣装、とんびとか、靴とか服はみんな手放してしもうた。」と述懐する如く、生活苦のため家財を売り払わざるをえなくなった。一時は靴の闇屋をしたり、栄養失調のために結核に感染して現場を離れるなど波乱含みの中で法隆寺解体修理を続けるが、その卓抜した力量や豊富な知識は、寺関係者のほか学術専門家にも認められ、1956年（昭和31年）法隆寺文化財保存事務所技師代理となる。さらに1959年（昭和34年）には明王院五重塔、1967年（昭和42年）から法輪寺三重塔（1975年（昭和50年）落慶法要）、1970年（昭和45年）より薬師寺金堂、同西塔などの再建を棟梁として手掛ける。これらのプロジェクトにおいては、時として学者との間に激しい論争や対立があったが、西岡は一歩も引かず持論を通し、周囲から「法隆寺には鬼がおる。」と畏敬を込めて呼ばれていた。
特に薬師寺金堂再建に関しては『プロジェクトX』（日本放送協会）で取り上げられて紹介されている。また途絶えていた「槍鉋（やりがんな）」などの道具の復活を行う。
飛鳥時代から受け継がれていた寺院建築の技術を後世に伝えるなど「最後の宮大工」と称された。文化財保存技術者、文化功労者、斑鳩町名誉町民。実弟西岡楢二郎も宮大工として父や兄を支えた。また、西岡常一の唯一の内弟子が小川三夫である。
1995年（平成7年）、癌で死去。

## 人間関係

### 祖父との関係

#### 祖父の薫陶
祖父の西岡常吉は、後継者たる男子に恵まれず（長男は１９歳で夭折）、次女ツギの婿養子に二十四歳の松岡楢光を迎えて弟子に仕込んだ。やがて両者の間に長男が生まれると大いに喜び、自身の「常」の字をつけて「常一」と命名した。祖父としては普通に接し、菓子をすぐ与えたり、いたずらをしても厳しく注意することもないなど、非常に甘いところもあったが、常一が四歳のころから法隆寺の現場に連れて行って雰囲気に慣れさせ、小学校に上がると雑用をさせたが、その時の祖父は別人のように厳格になった。以降、祖父は婿の楢光と常一とを将来の棟梁として育成すべく尽力することになる。特に常一には徹底した英才教育を行い、常一自身にとって貴重な財産となっていくのである。
- 見習いの時から祖父常吉に、厳しく仕込まれた。まず、大工としての基本である道具の研ぎ方をしこまれるが、常吉は一切教えず、常一は覚えるまで毎晩のように研ぎ続けた。後年常一は「頭でおぼえたものはすぐに忘れてしまう。身体におぼえこませようたんでしょう。」[4]と述懐し、その大事さは「手がおぼえるー大事なことです。教えなければ子供は必至で考えます。考える先に教えてしまうから身につかん。今の学校教育が忘れていることやないですか。」[5]と述べている。その他「…おじいさんが、ぴっちりと仕込んでくれたんです。とにかく厳しかったです。…口笛は吹いてはならんとか、半てんの帯はきちんと結べとか言いました。だらしないのはいかんのでしょうな。」[6]などの生活態度や、法隆寺は皇族を初めとする賓客が来るという理由から礼儀作法なども教えられた。それでも、外部からは祖父は温和になったと見え、祖父の弟子は「やっぱり孫にかかったらこわい親方も仏になった。」と言っていた[7]。
- 祖父の意見で、渋々農学校に入った常一は学習意欲に欠け農場の果実を無断で食べたりして怠けていたが、実習を重ねるうちに興味を持ち成績も上がっていった。「（肥料を）どのくらいの分量を、いつ、どの時間に施すかは、自ら体験しながら、自分で考える。種をおろす、芽が出る、葉やつるが育ち、実りがある…。それがだんだん面白くなってきた。…『土の命』を知ることであった。そのためにこそ、祖父は私を農学校にやったのだが、それが本当にわかったのは、のちのことである。」[8]と述懐するように、祖父は生命の尊さと土の性質によって生命も変化することを学ばせようとしたのであり、農学校時代は将来の棟梁としての必要な資質を涵養する時期となった。果たして、後年になって原木の見極め方や地質調査などで農学校時代の知識が大いに役立ち、常一は「三年間の農業教育のおかげやと思います。今になって、はじめてじいさんの真意がわかってきたということですわ。」と晩年に述べている[9]。
- 農学校を卒業した常一に、祖父は一年間の米作りをさせた。常一は学校で教えられた通りに行ったが祖父は誉めるどころか、他家の農家よりも収穫が低いことを指摘し「本と相談して米作りするのではなく、稲と話し合いしないと稲は育たない。大工もその通りで、木と話し合いをしないと本当の大工になれない。」と諭した[10]。
- 祖父はまず見本を示し、後は一切教えず、自身で何回も試行錯誤させて覚えさせる方法であった。厳しく叱責することもあったが、評価するのも上手く「わたしに直接誉めないのです。母親に『常一は偉い奴や。わしが言わん先にこういうことをしおった。』といいます。母親が喜んで、わたしに話してくれます。間接的に誉めるんです。」[11]夜は、常一に身体をマッサージさせながら大工としての多くの知識を教えた。
- 祖父は、幼い常一をよく奈良の寺院を見に連れて行き、基本を学ばせた。薬師寺の東塔では西塔の礎石跡の水たまりに映るのを示し「これはなあ。水鏡の塔というてな。五重塔がこの水に映ってゆらゆら揺れた姿を実際につくらなはったんや。ようおぼえとき。」と教えた。後年、常一は薬師寺伽藍復元工事を担当する際、「その塔がどういう因縁か知らんけど、こういうふうにさせてもらえるということになって、もうありがたいことやと思いましてな。」と深い感慨を述べている[12]。最晩年、西岡は祖父の域を越えたかとの問いに「いやあ、まだ越えたなんて思ってません。いまでも言われたことがいちいちその通りやったと思うことばっかりでっさかい、まだまだです。越えてません。」と述べている[13]。

#### 口伝
祖父常吉は晩年、一人前となった父楢光と常一に西岡家に代々伝わる口伝を教えた。これは一度しか口移しで教えることができない秘中の教えで、一つずつその意味となる要点を教え、十日後に質問して一語一句違わず意味を理解するまで次に進まなかった。
- 内容
  - 神仏を崇めず仏法を賛仰せずして伽藍社頭を口にすべからず。
  - 伽藍造営には四神相應の地を選べ。
  - 堂塔の建立には木を買はず山を買へ。
  - 木は生育の方位のままに使へ。
  - 堂塔の木組は木の癖組。
  - 木の癖組は工人たちの心組。
  - 工人等の心根は匠長が工人への思やり。
  - 百工あれば百念あり。一つに統ぶるが匠長が裁量也。
  - 百論一つに止まるを正とや云う也。
  - 一つに止めるの器量なきは謹み惧れ匠長の座を去れ。
  - 諸々の技法は一日にして成らず。祖神の徳恵也。
- 西岡の述懐
「法隆寺の棟梁がずっと受け継いできたもんです。文字にして伝えるんではなく、口伝です。文字に書かしませんのや。百人の大工の中から、この人こそ棟梁になれる人、腕前といい、人柄といい、この人こそが棟梁の資格があるという人にだけ、口を持って伝えます。（丸暗記してしまうと）それではちっともわかってない。…そういうのはいかんちゅうので、本当にこの人こそという人にだけ、口を持って伝える。これが口伝や。…どんな難しいもんやろかと思っていましたが、あほみたいなもんや。何でもない当然のことやね」[14]
のち、明仁上皇（当時皇太子）に「口伝」について御進講したとき、いつのころから伝わるかとお尋ねがあり、返事に困った西岡は先祖から代代伝わってきたので「年代はわかりまへん。」と奉答するのがやっとであった[14]。

### 学者との対立
現場でたたき上げた豊富な経験と勘は、寺院再建の際に大いに活用された。多くの学識関係者が持論を述べても、堂々と反論し、そのたびに衝突を繰り返した。常一は「学者は様式論です。…あんたら理屈言うてなはれ。仕事はわしや。…学者は学者同士喧嘩させとけ。こっちはこっちの思うようにする。」「結局は大工の造った後の者を系統的に並べて学問としてるだけのことで、大工の弟子以下ということです。」と述べて、学者の意見を机上の空論扱いして歯牙にもかけなかった。
古代建築学の泰斗、藤島亥治郎（東京大学工学部名誉教授）や村田治郎（京都大学工学部名誉教授）らが創建時の法隆寺金堂の屋根は玉虫厨子と同じ錏葺きであったという説を支持していたが、西岡は解体工事の際に垂木の位置と当て木に使われていた釘跡を発見して入母屋造りと判断し、双方の論争にまで発展したが、結局は釘跡が決定的な証拠となって入母屋造りと判明した。後、西岡は「ありがたい釘穴やなあ。」と述べていた。学者同士の無意味な論争に業を煮やした時は、「飛鳥時代は学者でなく大工が寺院を建てたもので、その大工の伝統をわれわれがふまえているのだから、われわれのやっていることは間違いない。」と言い放つこともあった。
法輪寺三重塔再建では、竹島卓一（名古屋工業大学教授）と大論争になった。竹島教授は法隆寺大修理の工事事務局長で、西岡とも面識があり、中国古代建築の専門家としての知識を生かして三重塔の設計を行ったが、常一は補強の鉄骨使用に猛反対した。初めは法輪寺住職井上慶覚の仲介で両者の関係は穏便になっていたが、井上の死後、対立は激化した。竹島は、常一の力量を認めながらも将来飛鳥時代方式の建築技術が断絶することを恐れ、後世にわかりやすい江戸期の技術を採用する考えであったが、常一は江戸期の鉄を補強したやり方は却って木材を痛め寿命を縮めるとして否定、伝統技術も人間の進歩とともに理解する時代が来るので断絶することはないと主張した。やがて両者は感情的に口論する事態となり、果てには新聞紙面で論陣を張るまでに至った。もっとも西岡は「あの人は学者としてちゃんとした意見を主張してはるわけですわ。」と、竹島には敬意を示していて、本来仲介に立つべき文化庁関係者を批判している。結局、最低限度の鉄骨使用ということで折り合いがついたが、青山茂が「非常に気持ちのいい論争」と評しているように双方とも正論を吐き、情熱を傾けた事件であった。

### 高田好胤との交流
その強烈な職人気質で摩擦も多かったが、一方では多くの人々との交流もあった。とくに薬師寺管主高田好胤とは薬師寺伽藍再建との関わりが深く、常一が最も影響を受けた僧侶の一人であった。もともと高田は師の橋本凝胤の悲願であった堂宇再建を実現するため、百万巻写経などの話題作りやマスコミに出演して再建の勧進をすすめていた。このようにメディアの露出度が多いことが、常一には「タレント坊主」と見えてしまい、後年、高田が「最初のころ、私は西岡はんに大分にきらわれていたらしい。」と苦笑交じりに語っているように、評価していなかった。だが、「…会って話すうち、これはさすがと感心させられた。仏法を我々に理解できるように説」く態度と、「てらいのない謙虚な」性格とにだんだん魅かれて行った。そして金堂棟上げ式の時、橋本凝胤が棟木に高田管長名を書き入れ、反発した高田が西岡の名前を書き入れるよう訴えた事件が起こり、常一は自身の慾を捨てた高田の態度に心服する。すっかり惚れ込んだ常一は、この人がいるのなら西塔建立ができると、金堂落慶法要直後、西塔再建の建白書を高田に提出する。この時高田は「あんたはひどい目にあわす人や。」ぼやきながらも笑っていた。

## 常一の人間性

### 逸話
- 職人肌の強面であったが、優しい面も持ち合わせており周囲の人々に慕われていた。弟子の一人建部清哲は、初対面の時薬師寺の塔の図面を一週間貸してほしいと懇願すると、はじめ「門外不出のもんやから貸すことはできん。」と断っていた西岡が、建部の残念そうな表情を見て「お前、本当に一週間で返しにくるか。」と聞き、建部は「もちろんです。」と答えた。西岡が「そうか。」と言って図面を渡すと、建部はその優しさに感激し、家族を連れて奈良に住むことを決めた[23]。
- 後輩への教え方は祖父常吉と同じで、厳格な姿勢で臨み、教えたりすると甘えてしまって身に付かないから「何、甘えてんねん。自分で考えなはれ！」と突き放していた。だが、相手が考えに行き詰まってしまった時にはさりげなくヒントを与えたり、「わしが一切の責任持つさかいにやってみなはれ。」と励ましたり、寺院建築を全く知らない大工にも「ぼちぼちやりはなれ。要領よく覚えたらすぐに忘れるからな。とにかく基本をしっかり覚えるこっちゃ。そしたら後はいくらでも覚えられる。」[24]と激励したり、弟子が若干寸法を間違えていても気にかけずに「ええやろ。」と済ませるなど、硬軟を上手に使い分けた方法であった。
- 修行時代は母ツギによく叱責された。深夜まで図面の勉強をして朝早く起きるのだが、どうしても寝坊してしまう。すると「親やおじいさんより後ろから出ていくとはどういうことや！おまえはいつからそんなえらくなったんや。もっと早う起きろ！」と怒鳴られ、常一は仕事場に駆け出していった[25]。見習い学業の傍ら、洗濯や弟の子守り食器の後片付けや調理までさせられた。ツギはこれも棟梁になる為の修業であると位置付け、「棟梁というものは家の内の事から外の事まで一切知らないといけない。たとえば使用人の置いてある家に行って、使用人の苦しみというものを知らなかったら使用人の苦しみが分からない。使用人の気持ちを分かるためには茶碗洗ったり、洗濯を知っておかなければいけない。」と諭し[26]。常一はあらゆる職人をまとめるためにそれぞれの苦しみを理解すべきことを学んだ。
- 衛生兵時代は、小柄な事もあって威厳をつけるために一時期口髭を生やしていた。また満州に駐屯していた時は、大工だったことが縁で営繕の仕事も命じられ、腕の良さに経理担当の将校から褒められたこともある。西岡が設計して部下の大工を使っての仕事であったが、豚小屋を作ったこともあり、「神社仏閣以外の建物を…手がけたのは、後にも先にもこれだけである。」[27]と述懐している。
- 1945年8月15日、常一は朝鮮南部の木浦にある望雲飛行場で衛生曹長として警備防衛に就いていた。昭和天皇の玉音放送が流れると、普段威張っていた将校たちは放心状態となり、師団司令部からの終戦報告書提出の命令が出ても書くこともできなかったために、常一は報告書を書くよう命じられ、一時間くらいかかって「八月十五日、終戦の詔勅を拝す。全軍、粛として声なし…」から始まり日本再建を誓う内容の文を書いた。これを読んだ将校から職業を聞かれると「大工です。」と答え、相手を驚かせた。後年、この有様について「星は上やけど、人間はなっとらんな。」と常一は述懐している[28]。
- 終戦直後の生活難の時代、息子たちが友人と草野球をするためにグローブを買ってほしいとねだると、西岡は「お前、今の日本の現状を見よ。遊んでいる暇はないやろ。みんな腹すかしてるんやから、鍬持っていけ。たまには天秤棒でこやしをかついでいけ。それが今の日本のスポーツや。それで鍛錬せい。」と叱った[29]。
- 「古代の釘はねっとりしとる。これが鎌倉あたりから次第にカサカサして、近世以降のはちゃらちゃらした釘になる。」[30]「（寺社建築で）一番悪いのは日光東照宮です。装飾のかたまりで…芸者さんです。細い体にベラベラかんざしつけて、打ち掛けつけて、ぽっくりはいて、押したらこける…」[31]というような独自の感覚による表現を用いて建築、道具などを批評していたが、分かりやすく核心を掴んだものであった。
- 法隆寺の金堂壁画焼損では、佐伯管主の管理責任が問われ、文部省は残った壁画を取り外して東京に保存する方針を出した。「壁画がなかったら魂抜かれる。法隆寺ではなくなる。」管主の悲壮な願いを聞いた西岡は単身文部省に乗り込み、居丈高に拒否する官僚に向かい「どうしても強行するなら、今いる五十人の大工が集まって、運び出すのを止める。」[32]と強硬に反対した。その甲斐あってか、壁画は法隆寺収蔵庫に保存されることとなった。
- 家庭では亭主関白で雷親父として恐れられていたが、夜遅く浅野清の下宿に子供を連れて迎えに来た妻にねぎらいの言葉をかけたり[33]、子供と添い寝しながら東海林太郎の「旅笠道中」を子守歌代わりに歌うなど[34]優しい心根を見せる時もあった。西岡自身法隆寺の事で頭がいっぱいで「躾が大事という事もあるけど、子供をようあやしてやるちゅうよな、気持ちのゆとりがありませんでしたな。」と述懐している[35]。それでも、晩年はすっかり好々爺となり孫に自動車を買い与えたりしていた[36]。
- 家族を大切にする一方、仕事は別という考えを持っていた。小川三夫が正式に弟子入りしてからは、食事の席は小川を実子より上座に座らした。血を分けた子供といえども親の意志に背いて別の道を選んだ（長男は日本国有鉄道、二男は武田薬品工業に勤務。）のがその理由であった。常一自身小川について、「この私というものを信頼して自分から飛び込んできた人や。私の仕事を通じて言えば、この人が直系や。」[37]と述べている。また、実父の楢光については、共に祖父に師事したこともあり親というよりもライバル視していた。父の作成した法輪寺三重塔設計図に多くの欠点を見つけて「やっぱりくそ親父はあかんな。」と酷評したり、常一が父に代わって法輪寺三重塔再建の棟梁に任ぜられた時、父は嫉妬して自分の失敗を望んでいたのではないかと思っていた[38]。
- 大工の腕は一流であったが、自身はあくまでも法隆寺の宮大工であり、聖なる神社仏閣以外は造営しない掟を堅く守っていた。「宮大工は民家は建ててはいかん。けがれるといわれておりましたんや。民家建てた者は宮大工から外されました。ですから、用事のないときは畑作ったり、田んぼ耕しておりました。」[39]と自身も証言している。自宅を改装する時もわざわざ「よその大工さんにやってもろた。」という程の徹底ぶりであった。そのために収入が少なくても気にすることなく清貧に甘んじていた[40]。
- 幼くして法隆寺に出入りしていた影響から敬虔な仏教徒であった。召集された時、「お太子様が必要とおぼしめしならば、この私をどうぞ生かせてください。」と聖徳太子に祈った[41]。佐伯常胤から法華経現代語訳全集を読むように勧められ、親から金を出して貰って購入して読んだ。後に佐伯に感想を聞かれ「理解できまへんが、ありがたいもんやいうことがわかります。」と答え佐伯を喜ばせた[42]。晩年、息子には「宮大工というのは、お堂や伽藍を造営するねん。…仏法を知らなあかん。仏法もわからんようなやつは宮大工の座から謹んで去れ。」[43]との言葉を残している。
- 晩年は視力の衰えで砥げなくなり、さらに病気のため薬師寺伽藍復興工事の第一線から引いてしまった。以降、寺側の要請で棟梁の職にとどまり若い大工には優しく声をかけて教えていたが、それでも常一が現場に来ると緊張感が走り、休憩時間にもかかわらずテレビが消されるほどであった[44]。

### ことば
西岡はインタビューや座談会で数々の言葉を残している。どれもが、彼の人生観や仕事へのこだわりが感じられている。
- 「そんなことしたら、ヒノキが泣きよります。」 - 法輪寺三重塔再建で竹島卓一教授が鉄骨補強を唱えた時の反論[45]
- 「自分からしてみせな。それがいちばんですな。なんぼじょうずに文句言うてもあきませんわ。やっぱりまず私自身鉢巻きをしめて、汗を流して、その人の前でこういうふうにやってくれと、実際してみせんとな。」 - 後輩の大工を統率する時の秘訣[46]
- 「力で切るんじゃなしに、ノコギリで切るということ、よういわれますわ。力入れて切ったらあかんちゅうて、ノコギリ自身が、おれはこんだけしかよう切らんというのをまず知ってやることですわ。」 - 鋸の扱い方についての意見[47]
- 「そうすれば、道具は、頭で思ったことが手に伝わって道具が肉体の一部のようになるという事や。わたしらにとって、道具は自分の肉体の先端や。」 - 愛用した道具への思い[48]
- 「明治以来建築史学いうもんができたけれどね、それまでは史学みたいなもん、あらへん。大工がみな造ったんやね、飛鳥にしろ、白鳳にしろ、…結局は大工の造ったあとのものを、系統的に並べて学問としてるだけのことで、大工の弟子以下やというんです。」 - 建築史学の学者に対する意見[49]
- 「自然の試験を通らんと、ほんとうにできたといえんのやから、安心はできません。」 - 薬師寺西塔再建直後の感想[50]
- 「自然を『征服する』と言いますが、それは西洋の考え方です。日本ではそうやない。日本は自然の中にわれわれが生かされている、と、こう思わなくちゃいけませんねえ。」 - 松久朋琳との対話で東洋と西洋の比較について[51]
- 「（女性は）亭主を尻の下に敷くことやない。亭主というものは、現世を生き抜くため、自分の家庭を守るため、国民としての責任を果たすために一所懸命や。あるいは間違うたことをしてるかもしれん。それを後ろからじーっと見てるのが母親や奥さんの大切な役目や。そしてその間違いを取り除いたことを子供に教える。それで次の時代が本当に正しくなっていく。」 - 婦人会の口演の内容　[52]
- 「職人の中から芸術が生まれて、芸術家といわれる人の中からは、芸術は生まれてきません。」 - 法隆寺伝法堂についての感想[53]
- 「もし、東塔がなかったら絶対これはできませんで。東塔というお手本があって、初めてできたんや。」 - 薬師寺西塔再建完了後太田博太郎に言った言葉、ただし太田に「てめえでもだろ！」と言い返されて「そらそうやわな。」と思った[54]。
- 「大学どころじゃない、大大学に行かせてもろうたようなもんです。」 - 法隆寺での経験を振り返って[55]
- 「仏教はその慈悲心を自分の子どもだけにだけではなしに、生きとし生けるものに及ぼそうという考えですわな。これが世界に広まれば平和いうこと言わんでも、世界が本当に平和になりますわ。思いやりですわ。」 - 仏教の慈悲心について[56]
- 「木というやつはえらいですがな、泰然として台風が来るなら来い、雷落ちるなら落ちよ。自然の猛威を受けて二千年のいのちがありますねん。そういうこと考えると神様ですがな。」 - 台湾産の樹齢二千年のヒノキについて[57]
- 「今は太陽はあたりまえ、空気もあたりまえと思っとる。心から自然を尊ぶという人がありませんわな。このままやったら、わたしは1世紀から3世紀のうちに日本は砂漠になるんやないかと思います。」 - 木を大事にする心構えの一部[58]
- 「一人前の大工になるには早道はないということです。」 - 1990年ごろのインタビューから[59]
- 「功利的なことを考えずに、時間をかけてもええから、本当の仕事をやってもらいたい。ごまかしやなしに、ほんまの仕事をやってもらいたい。」 - 1994年のインタビューから[60]
- 「むかしはね。塔やったらいのちひとつなくなるいわれてますねん、…わたしはもう四回ほど死んでることになりますわな。それがこうして生きているんでっさかい、よっぽど悪運がつよいんやろ。そやからもう十分やないですか。」 - 1994年のインタビューから[61]
- 「仏法は難しいお経もあるけれども、煎じ詰めれば『慈悲心』ですわ。」[62]

## 主要実績
- 法隆寺解体修理。
- 法輪寺三重塔を再建。
- 薬師寺金堂、西塔などを再建。
- 道明寺天満宮の復元修羅を制作。
- 1977年（昭和52年）
  - 1月 - 時事文化章受章
  - 7月 - 文化財技術保存者に指定
- 1981年（昭和56年）
  - 5月25日 - 勲四等瑞宝章受章
  - 5月29日 - 日本建築学会賞受賞　

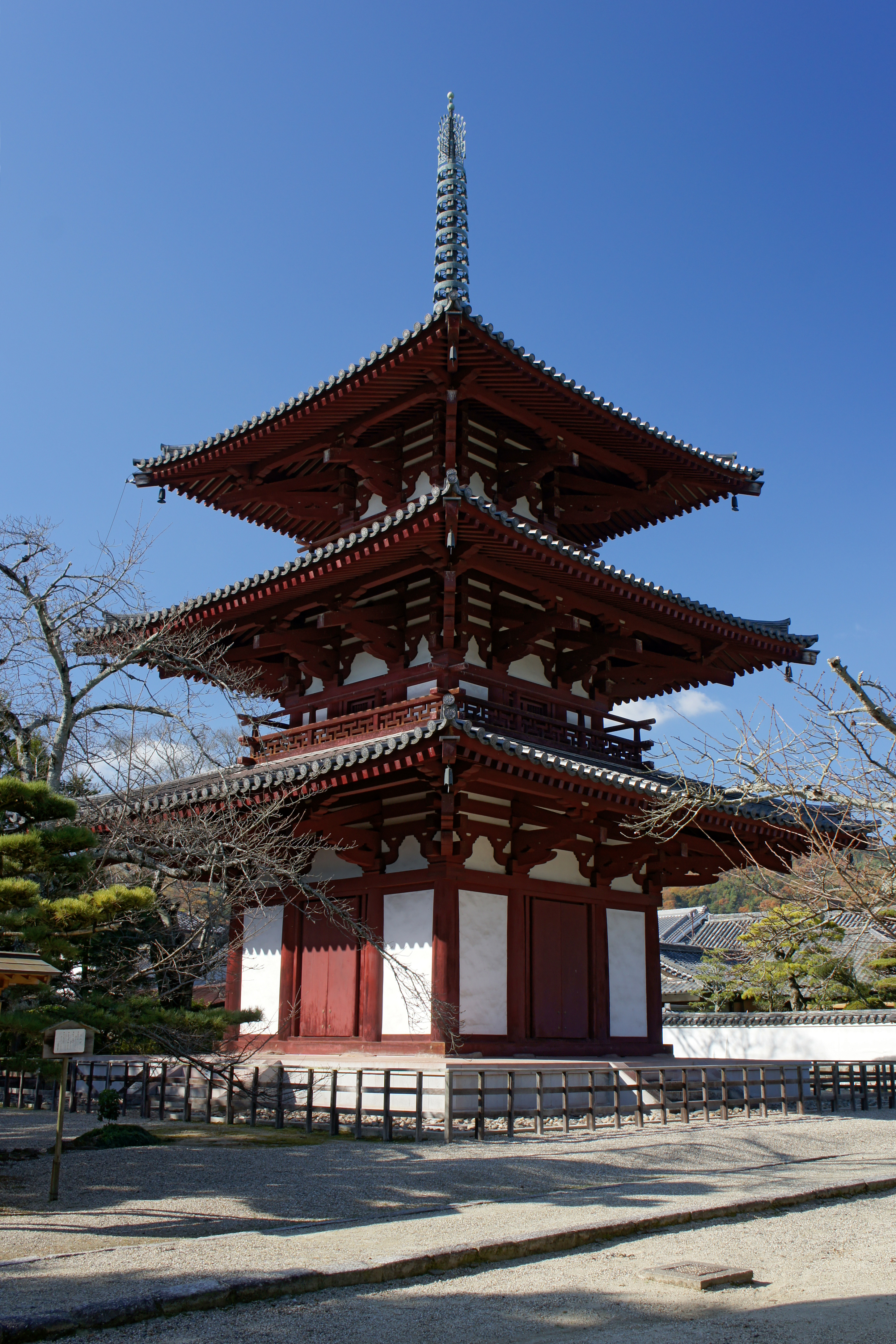
法輪寺三重塔

  - 5月30日 - 共著「法隆寺」でサンケイ児童文学賞受賞

### 槍鉋（やりがんな）の復元

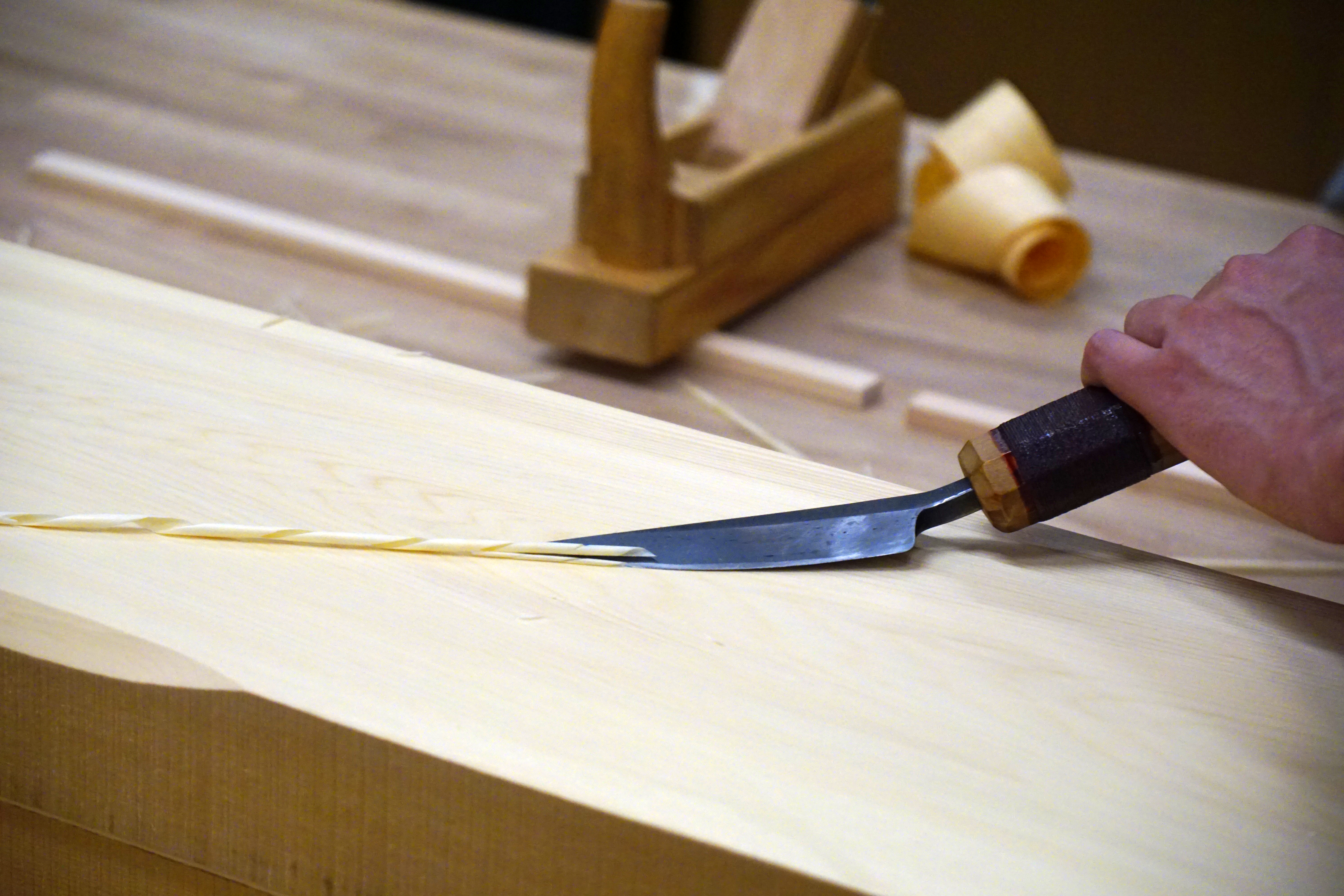
槍鉋 （竹中大工道具館蔵）

西岡の功績の一つに古代の大工道具「槍鉋（やりがんな）」の復元がある。焼けた法隆寺金堂の再建の際に飛鳥時代の柱の復元を目指した西岡は、回廊や中門の柱の柔らかな手触りに注目し、その再現は、従来の台鉋や手斧ではなく創建当時に使用されていた槍鉋であれば可能だと気付いた。しかし、槍鉋は15〜16世紀に使用が途絶え、実物もなければ使用方法も分からない幻の道具であった。
そこでまず「古墳などから出土した槍鉋の資料が全国から集められた。」が、思うようなものはできず、やむなく「正倉院にあった小さな槍鉋を元に再現したんやが鉄が悪うて切れんのですわ。」そこで法隆寺の飛鳥時代の古釘を材料に堺の刀匠水野正範に制作を依頼、こうして槍鉋が完成した。
完成した槍鉋は刃の色から違っており、西岡も感服するほどの出来栄えであった。西岡は絵巻物などを研究し3年間の試行錯誤の末、身体を60度に傾けて腹部に力を入れ一気に引くやり方を身に付け、これを「ヘソで削れ」と表現している。その切り口は「スプーンで切り取ったような跡になるが、そこに、あたたかみ、ぬくもりがかもし出される。」独自のものであった。使い方が上達すると鉋屑が長く巻いたきれいなものになり、あまりの出来栄えに、西岡自身「家に持って帰ってしばらく吊っておいたことがあるんですけどね。」と述べていた。また見学者が屑を記念に持ち帰ったこともあった。

### 修羅の復元
1978年3月、大阪府藤井寺市三ツ塚古墳で橇式の木製運搬具「修羅」がほぼ完全な形で出土した。修羅は樫の巨木が二股になった全長9mのもので、考古学関係者の関心を呼び、朝日新聞社の後援で、実際に復元して運搬の実験が計画、「五月やったと思いますねんけどな。朝日新聞社の和田さんという人ですわ。」と、西岡に依頼された。
折悪しく薬師寺西塔再建工事途中で、西岡は躊躇したが、「そんな文化的なことやったらええやないか。まあしたんなはれ。ということで」とあるように薬師寺側の了解をとりつけ西岡は元興寺文化財研究所に保存されている出土品を調査、ここで古代の技術者たちが、樫の木が水や衝撃に強い利点に着目した点と、二股の巨木から橇を自然なままほとんど手を加えずに完成させた点に感心する。
制作に際し、問題が相次いだ。材料は鹿児島県の徳之島に生育するオキナワウラジロガシが用いられたが、出土した修羅と違い、材料は二本に分かれていて継がねばならない。そして材質面でもかなり劣っていた。さらに西岡が一番憤慨したのは木を切るタイミングが悪かったことで、「霜がおりんと切ったらあかんねん。ほかの時期に切るとみなボケてしまうんや。切り旬も考えんと切って復元やなんて、そんなん根本から間違うてるでというたわけですわ。そうしたら新聞社の担当の人は青なったり赤なったり…」というような前途多難な開始であったが、関係者側の努力の末にようやく完成した。
特に二本を接合するボルトは、学者側が強度のために二三本を主張したのに対して、西岡は修羅は水平に引かれるのでなく、上下に揺れる事を予想すれば「そのボルトが本体を割ってしまう役をする。高低になっても、まんなかでどないでも動くように細工しとけば、一本でよろしい。」として除け、ボルト一本で済ませ、後は木材で補強することになった。
作成にはできるだけ古代の作業工程が用いられた。鋸をあまり使用せず、斧とチョウナで約一カ月かけて行われた。西岡は、接合と言う余分な作業があったことと、二股の樫の巨木が豊富にあったことを考え、当時は半月ほどで完成したのではと推測している。また、巨木を鋸を用いずに斧で切る作業については「一日かかったら十分切れます。…力はね。今の人はつかれてきたらもうヒョロヒョロしまんがな。昔の人はああいうもんを使いなれててね。なんでっしゃろ。おそらくわれわれがいま一日かかるものは半日でやってしまうと思います。」と述べて、古代の職人の技量を評価している。
こうして復元された修羅は同年9月、大阪府藤井寺市の石川と大和川の合流部の河川敷において巨石の運搬実験が行われて無事成功した。これに感激した唐招提寺長老森本孝順の依頼を受け、翌1979年、インドから請来した大理石宝塔の運搬に用いられた。（現在は道明寺天満宮に保存）西岡はこの修羅復元に際し「昔の人の体力の強さというか優秀さといえばいいのか、それがしみじみと感じられたこと。…そして木の使い方がとてもうまいということ。…そらえらいもんやな。」と感想を述べている。

## 関連作品

### 著書
- 『法隆寺を支えた木』（共著・小原二郎、特別寄稿尾崎謙）（NHKブックス）

英訳版（マイケル・ブレーズ訳）JAPAN LIBRARY, 2020
- 『木に学べ 法隆寺・薬師寺の美』（小学館）、のち小学館ライブラリー、小学館文庫
- 『法隆寺　世界最古の木造建築』（共著・宮上茂隆、絵・穂積和夫）（草思社）
- 『木のいのち 木のこころ』天・地・人（共著・小川三夫、塩野米松）（草思社）、新編・新潮文庫
- 『斑鳩の匠 宮大工三代』(共著・青山茂）（徳間書店）、のち平凡社ライブラリー
- 『蘇る薬師寺西塔』(共著・高田好胤・青山茂）（草思社）
- 『木のこころ 仏のこころ』（共著　松久朋琳・青山茂）（春秋社）
- 『宮大工棟梁・西岡常一「口伝」の重み』日本経済新聞出版社、新版・日経ビジネス人文庫。遺著

### テレビ番組
- 知ってるつもり?!（1996年放送）
- 『プロジェクトX』（日本放送協会）

「そして、風が吹いた 幻の金堂 ゼロからの挑戦」（第25回 2000年10月17日放送）

### 映画
- 『鬼に訊け 宮大工 西岡常一の遺言』（2011年公開：山崎佑次監督）